# Universidade do Oeste de Santa Catarina
A Universidade do Oeste de Santa Catarina (Unoesc) é uma universidade comunitária presente em cidades do Oeste de Santa Catarina.[1] É considerada a maior instituição de ensino superior do interior do estado, apresentando grande crescimento nos últimos anos devido a abertura de novos cursos, principalmente nas áreas da saúde e tecnologia. A sua sede administrativa localiza-se na cidade de Joaçaba.

## História
A Unoesc surgiu no final da década de 1960, com o sonho de trazer ensino superior para o interior do estado de Santa Catarina. Em 1996 foi reconhecida como universidade pelo Conselho Estadual de Educação e, consequentemente, credenciada pelo Ministério da Educação (MEC).
Nascida da unificação de três fundações educacionais existentes na região - FUOC, Femerp e Fundeste - e, mais tarde, também integrada à Funesc e a FEMAI, a Unoesc uniu forças em resposta à necessidade de expansão do ensino superior nas regiões oeste e meio-oeste catarinense.
Hoje, a Unoesc é uma das maiores instituições propulsoras do desenvolvimento, da pesquisa e das perspectivas socioculturais e educacionais nas regiões de abrangência. São, aproximadamente, 118 municípios e mais de um milhão de pessoas, em uma área geográfica que vai desde Santa Cecília, no planalto central catarinense, até a fronteira com a Argentina, atingindo o sudoeste do Paraná e o noroeste do Rio Grande do Sul.

## Estrutura
A Unoesc conta com cinco campi: Joaçaba, Videira, Xanxerê, São Miguel do Oeste e Chapecó; e cinco unidades: Capinzal, Campos Novos, Pinhalzinho, Maravilha e São José do Cedro.

## Ingresso
O ingresso na Unoesc ocorre por meio do vestibular Acafe ou processo seletivo especial, realizados duas vezes ao ano (inverno e verão).